# Membranofoni
Membranofoni glasbeni instrumenti so tisti glasbeni instrumenti, pri katerih se generira zvok s pomočjo membrane (v obliki napete kože ali opne, ki je vpeta čez ustrezen nosilni okvir). Ta skupina glasbil obsega predvsem bobne vseh vrst. Eden redkih izjem je instrument kazú (kazoo), pri katerem se tresenje membrane aktivira s pomočjo človeškega glasu. 
Z redkimi izjemami (timpani oz. pavke) ta glasbila ne intonirajo.